# Edmund Tilney
Edmund Tilney o Tylney (h. 1536-1610) fue un cortesano, conocido sobre todo actualmente como Maestro de ceremonias de Isabel I y Jacobo I.
Era hijo de Phillip Tilney, servidor de la reina Catalina Howard, que sufrió prisión brevemente después de la caída de la reina. Aprendió latín, francés, italiano y español, y puede que visitara Europa. 
En 1568 publicó The Flower of Friendship (La flor de la amistad), un diálogo humanista sobre el matrimonio. En 1572 representó a Gatton, Surrey en el Parlamento. Charles Howard, primer Conde de Nottingham, obtuvo para él el cargo de Maestro de ceremonias, que ocupó desde 1578 hasta su muerte. Al principio, el cargo consistía principalmente en planear y llevar a cabo entretenimientos reales, como parte de la oficina del Lord Chambelán. Tilney lo amplió a los espectáculos públicos y supervisó las obras que se iban a representar, convirtiéndose así en el censor oficial del teatro de la época. Examinaba y aprobaba todas las obras antes de que se representaran. No han sobrevivido sus archivos, pero evidencias de censura isabelina indican que le preocuparían los mismos aspectos que a sus sucesores: que las obras evitaran temas políticos sensibles, y cuestiones que pudieran crear pasiones entre el público o resentimiento aristocrático.
Pero si la censura de Tilney limitaba a los autores, su apoyo los protegía de las autoridades civiles, más hostiles. La educada ficción de un patrocinio aristocrático no ocultaba la realidad de que las troupes eran empresas comerciales; no obstante, la ficción protegía a los teatros; en 1592, el alcalde de Londres, dijo que Tilney era uno de los obstáculos para poner fin al teatro en la ciudad. También procuró regularizar las compañías de actores. En 1583, cuando creció la rivalidad entre compañías protegidas por nobles, ayudó a Francis Walsingham a seleccionar actores para formar la nueva compañía Los hombres de la reina, una especie de supergrupo que se suponía que pondría fin a esa competición.
Está enterrado en la iglesia de san Leonardo, en Streatham, Londres.

## Curiosidades
En la película Shakespeare in Love, es interpretado por el actor Simon Callow, que cierra por inmoralidad el teatro en el que una mujer ha subido a escena, intentando posteriormente cerrar el teatro en el que se representa Romeo y Julieta.
- Datos: Q2048300